# Liv Racing TeqFind
El Liv Racing TeqFind (código UCI: LIV) fue un equipo ciclista femenino de los Países Bajos de categoría UCI Women's WorldTeam, máxima categoría femenina del ciclismo en ruta a nivel mundial.

## Historia
Se creó en 2005 y en 2007 subió al profesionalismo, por ello es uno de los equipos femeninos más longevos a nivel internacional. En 2006 se hizo con los servicios de la prometedora Marianne Vos que por aquel entonces solo tenía 19 años logrando ella 10 de las 11 victorias del equipo y 25 de los 26 puestos entre los tres primeros del equipo durante esa temporada en carreras profesionales a pesar de ser aún un humilde equipo amateur neerlandés. Tal fue el impacto que tuvo ese fichaje en el ciclismo mundial que este equipo, tras varios cambios de nombre y lograr mantener a Marianne en sus filas, ha logrado ser uno de los mejores en el Ranking UCI y en la Copa del Mundo en los años 2010. La sola presencia de Vos ha conseguido que ciclistas fichen por el equipo solo por el prestigio de pertenecer a este y correr junto a ella sin cobrar un sueldo fijo.
En la temporada 2017 el equipo cambió de nombre y fue patrocinado por la empresa holandesa de energía WM3 Energie. Para la temporada 2019 nuevamente el equipo cambió de nombre debido a la asociación con Liv y Giant.
2023 fue el último año de vida del equipo, ya que para 2024 se fusionó con el Team Jayco AlUla.

## Material ciclista
El equipo utilizaba bicicletas Giant y componentes Shimano.

## Sede
El equipo tenía su sede en Gravenmoer (Hoofdstraat 8, 5109 AC 's).

## Clasificaciones UCI
La Unión Ciclista Internacional elabora el Ranking UCI de clasificación de los ciclistas y equipos profesionales. La clasificación del equipo y de su ciclista más destacada son las siguientes:
| Año  | Clasificación por equipos | Mejor corredora en la clasificación individual | Posición |
| 2006 | -                         | Marianne Vos                                   | 2.ª      |
| 2007 | 2.º                       | Marianne Vos                                   | 1.ª      |
| 2008 | 2.º                       | Marianne Vos                                   | 1.ª      |
| 2009 | 3.º                       | Marianne Vos                                   | 1.ª      |
| 2010 | 2.º                       | Marianne Vos                                   | 1.ª      |
| 2011 | 1.º                       | Marianne Vos                                   | 1.ª      |
| 2012 | 1.º                       | Marianne Vos                                   | 1.ª      |
| 2013 | 3.º                       | Marianne Vos                                   | 2.ª      |
| 2014 | 1.º                       | Marianne Vos                                   | 1.ª      |
| 2015 | 1.º                       | Anna van der Breggen                           | 1.ª      |
| 2016 | 2.º                       | Anna van der Breggen                           | 2.ª      |
| 2017 | 4.º                       | Marianne Vos                                   | 3.ª      |
| 2018 | 7.º                       | Marianne Vos                                   | 3.ª      |
| 2019 | 6.º                       | Marianne Vos                                   | 3.ª      |
| 2020 | 6.º                       | Marianne Vos                                   | 6.ª      |

La Unión Ciclista Internacional también elabora el ranking de la Copa del Mundo de Ciclismo femenina de clasificación de los ciclistas y equipos profesionales en estas pruebas de un día. Desde 2016 fue sustituido por el UCI WorldTour Femenino en el que se incluyeron algunas pruebas por etapas. La clasificación del equipo y de su ciclista más destacada son las siguientes:
| Año  | Clasificación por equipos | Mejor corredora en la clasificación individual | Posición |
| 2006 | -                         | Marianne Vos                                   | 56.ª     |
| 2007 | 2.º                       | Marianne Vos                                   | 1.ª      |
| 2008 | 5.º                       | Marianne Vos                                   | 3.ª      |
| 2009 | 2.º                       | Marianne Vos                                   | 1.ª      |
| 2010 | 3.º                       | Marianne Vos                                   | 1.ª      |
| 2011 | 1.º                       | Annemiek van Vleuten                           | 1.ª      |
| 2012 | 1.º                       | Marianne Vos                                   | 1.ª      |
| 2013 | 1.º                       | Marianne Vos                                   | 2.ª      |
| 2014 | 1.º                       | Marianne Vos                                   | 3.ª      |
| 2015 | 1.º                       | Anna van der Breggen                           | 2.ª      |
| 2016 | 3.º                       | Anna van der Breggen                           | 7.ª      |

## Palmarés
Para años anteriores véase: Palmarés del Liv Racing TeqFind.

### Palmarés 2023

#### UCI WorldTour Femenino
| Fechas | Carreras | Ganadora |

#### Calendario UCI Femenino
| Fechas | Carreras | Ganadora |

#### Campeonatos nacionales
| Fechas      | Carreras                     | Ganadora    |
| 24 de junio | Campeonato de España en Ruta | Mavi García |

## Plantillas
Para años anteriores, véase Plantillas del Liv Racing TeqFind

### Plantilla 2023
| Integrantes del equipo 2023 | Integrantes del equipo 2023 | Integrantes del equipo 2023       | Integrantes del equipo 2023 |
| Corredor                    | Fecha de nacimiento         | Equipo previo                     |                             |
| --------------------------- | --------------------------- | --------------------------------- | --------------------------- |
| Caroline Andersson          | 29 de julio de 2001         | Coop-Hitec Products (2022)        |                             |
| Rachele Barbieri            | 21 de febrero de 1997       | Bepink (2019)                     |                             |
| Eva Buurman                 | 7 de septiembre de 1994     | Tibco-Silicon Valley Bank (2021)  |                             |
| Thalita De Jong             | 6 de noviembre de 1993      | Jegg-de Jonge Renner (2022)       |                             |
| Valerie Demey               | 17 de enero de 1994         | Lotto Soudal Ladies (2018)        |                             |
| Mavi García                 | 2 de enero de 1984          | UAE Team ADQ (2022)               |                             |
| Marta Jaskulska             | 25 de marzo de 2000         |                                   |                             |
| Jeanne Korevaar             | 24 de septiembre de 1996    | Jan van Arckel (2015)             |                             |
| Ayesha McGowan              | 2 de abril de 1987          |                                   |                             |
| Tereza Neumanová            | 9 de agosto de 1998         | Centro Mundial de Ciclismo (2021) |                             |
| Katia Ragusa                | 19 de mayo de 1997          | A.R. Monex Women's (2021)         |                             |
| Silke Smulders              | 1 de abril de 2001          | Lotto Soudal Ladies (2021)        |                             |
| Sabrina Stultiens           | 8 de julio de 1993          | Sunweb (2017)                     |                             |
| Quinty Ton                  | 4 de agosto de 1998         | GT Krush Tunap (2021)             |                             |
| Amber van der Hulst         | 21 de septiembre de 1999    | Parkhotel Valkenburg (2021)       |                             |
|                             |                             |                                   |                             |
| Fuente: ProCyclingStats     |                             |                                   |                             |

## Ciclistas destacadas
| - Andrea Bosman (2007-2008) - Lucinda Brand (2013-2015) - Anna van der Breggen (2014-2016) - Thalita De Jong (2012 -2016) - Pauline Ferrand-Prévot (2012-2016) - Shara Gillow (2015-2016) - Loes Gunnewijk (2010-2011) - Angela Hennig (2008-2009) - Ludivine Henrion (2007) - Janneke Kanis (2009-2011) | - Anouska Helena Koster (2015-2016) - Katarzyna Niewiadoma (2014-2016) - Iris Slappendel (2012-2014) - Sabrina Stultiens (2012 -2014) - Noortje Tabak (2007-2011) - Linn Torp (2006) - Annemiek van Vleuten (2009-2014) - Adrie Visser (2007-2008) - Liesbet de Vocht (2009-2010, 2012-2013) - Marianne Vos (2006-2016) |

- En este listado se encuentran las ciclistas que hayan conseguido alguna victoria para el equipo.